# Giuseppe Costantino Dragan
Iosif Constantin Drăgan, italianizzato in Giuseppe Costantino Dragan (Lugoj, 20 giugno 1917 – Palma di Maiorca, 21 agosto 2008), è stato un imprenditore ed economista rumeno naturalizzato italiano, fondatore del gruppo industriale ButanGas.

## Biografia
Compie gli studi in Romania dove si laurea in giurisprudenza nel 1938 all'Università di Bucarest. Compie il servizio militare nel suo paese e nel 1940 si trasferisce in Italia iscrivendosi all'Università La Sapienza di Roma alla facoltà di Scienze Politiche. 
Dopo aver conseguito la sua seconda laurea, Dragan decide di rimanere in Italia e si sposta a Milano dove fonda la ButanGas, società di distribuzione di GPL in bombole.
Lo sviluppo della sua azienda gli consente di espandere l'attività al di fuori dei confini nazionali con la creazione di società analoghe in molti Stati d'Europa, del Nordafrica e negli Stati Uniti. 
Oltre ad operare nelle vesti di industriale, Dragan si interessa anche di economia a livello internazionale e nel 1973 partecipa alla fondazione della Camera di Commercio Italo-Romena. 
A seguito del successo raggiunto nella sua attività lavorativa, nel 1967 diede avvio alla Fondazione Europea Dragan che aveva come scopo la diffusione della cultura e degli ideali europei. Vennero create sedi nelle maggiori capitali d'Europa, che contribuirono alla diffusione dell'ideale europeista che portò poi alla creazione dell'Europa Unita. 
Nel corso della sua lunga carriera è stato anche professore di economia in Università rumene e visiting professor alla City University Business School di Londra.

## Opere

### Storia
- 1973: Romania: paese dei due mondi, Nagard/Milano
- 1976: Noi tracii şi istoria noastra multimilenară, Scrisul Românesc/Craiova (1976), Dacia (1980)
  - Traduzioni:
  - We, the Thracians and our multimillenary history, Nagard/Milano (1976)
  - Les Roumains, peuple multimillénaire de l'Europe, Editions Europe/Roma (1983)
- 1977: Aurel C. Popovici
- 1977: Idealuri şi destine: eseu asupra evoluţiei conştiinţei europene, Cartea Românească
- 1986: Mileniul imperial al Daciei, Editura Ştiinţifică şi Enciclopedică
- 1986: Antonescu. Mareşalul României şi războaiele de reîntregire, (4 vols.), Nagard/Venezia (1986-1990), Fundaţia Europeană Drăgan (1991),
- 1993: Il mondo dei Traci, Nagard/Roma
- 1994: Istoria Românilor, Europa Nova/Bucarest
- 1996: Adevarata istorie a românilor, Nagard/Milano
- 2000: Imperiul romano-trac, Europa Nova/Bucarest

### Autobiografie
- 1971: În serviciul Europei, Nagard/Milano
- 1973-2005: Prin Europa (5 vols./2112 pages) Editura Eminescu/Dacia (1973-80), Europa Nova (1997), RAO (2005) ISBN 973-576-826-7
  - Uitarea este, în fond, o trădare
  - Europa Phoenix
  - În drum spre Roma
  - În lumea petrolului
  - Mediterana, vrajă şi primejdie
- 1982: Din ţara lui Dracula, Nagard/Milano
- 1990: Italia mea, Franco Orlandi/Milano

### Marketing ed economia
- 1972: Marketing for Africa's development, Nagard/Milano
- 1972: Tabele pentru trasarea curbelor la proiectarea şi execuţia căilor de comunicaţie con D. A. Sburlan, Ceres/Bucarest
- 1986: Entropy and bioeconomics : the new paradigm of Nicholas Georgescu-Roegen, con Mihai C. Demetrescu, Nagard/Milano, (1986-1991)
- 1987: Geoclimate and history, Nagard/Roma, con Ştefan Airinei
  - in Romanian: Geoclima şi istoria, Europa Nova (1993)
- 1996: Practica prospectarii pieţei: tehnici de cercetare în marketing, con M. C. Demetrescu, Europa Nova
- 1998: Noul marketing la începutul mileniului III, con M. C. Demetrescu, Europa Nova